# كليف فريزر
كليف فريزر (بالإنجليزية: Cliff Frazier)‏ هو لاعب كرة قدم أمريكية أمريكي، ولد في 23 نوفمبر 1952 في سانت لويس في الولايات المتحدة، وتوفي في 17 أغسطس 2014.

## وصلات خارجية
- كليف فريزر على موقع IMDb (الإنجليزية)
- كليف فريزر على موقع قاعدة بيانات الفيلم (الإنجليزية)